# Sabu to Ichi Torimono Hikae
Sabu to Ichi Torimono Hikae (jap.: 佐武と市捕物控), auch als Sabu and Ichi Investigate und Sabu & Ichi's Arrest Warrant bekannt, ist eine japanische Manga-Serie von Shotaro Ishimori, die zwischen 1966 und 1972 veröffentlicht wurde. Sie wurde als Animeserie sowie als Realfilm und Dorama adaptiert.

## Inhalt
Die Serie folgt den Abenteuern von Sabu, einem jungen Ermittler der Shogunats-Regierung in der Edo-Zeit, der mit dem blinden Schwertkämpfer Ichi unterwegs ist. Auf ihren Reisen unterstützen sie die einfachen Leute bei der Lösung von Rätseln und gegen Banditen oder korrupte Beamte. Sabu ist mit Midori verlobt, der Tochter von Saheji, der Polizeichef von Ryusenji. Er nahm Sabu einst in den Polizeidienst auf, als der abenteuerlustige junge Mann vom Land in die Großstadt Tokio kam.

## Veröffentlichung
Der Manga erschien von 1966 bis 1972 im Magazin Shōnen beim Verlag Shogakukan. Dieser brachte die Kapitel auch gesammelt in 17 Bänden heraus. 1968 wurde der Manga mit dem Shōgakukan-Manga-Preis ausgezeichnet.
Eine einzelne Geschichte erschien 1979 auf Französisch, eine weitere folgte 1981 im Magazin Le Cri qui Tue. 2010 erschien eine französische Übersetzung der Serie bei Kana.

## Anime-Verfilmung
Die erste Adaption war eine Anime-Serie, die von Mushi Production, Zero Studio und Toei Animation produziert worden war. Regie führte Rintaro, der auch die künstlerische Leitung innehatte. Die Charakterdesigns stammen von Akio Sugino und Moribi Murano, die auch die Animationsarbeiten leiteten.
Die insgesamt 52 je 25 Minuten langen Folgen wurden ab dem 3. Oktober 1968 von NET ausgestrahlt. Die letzte Folge wurde am 24. September 1969 gezeigt.

### Synchronsprecher
| Rolle             | Japanische Sprecher (Seiyū)                         |
| ----------------- | --------------------------------------------------- |
| Sabu              | Kei Tomiyama (Folge 1–33) Makio Inoue (ab Folge 34) |
| Ichi              | Teiji Omiya                                         |
| Midori            | Reiko Muto                                          |
| Saheiji           | Koichi Kitamura                                     |
| Tanabe Yasunoshin | Osamu Kobayashi                                     |
| Santa             | Minori Matsushima                                   |

### Musik
Die Musik komponierte Takeo Yamashita. Für den Vorspann verwendete man das Lied Sabu to Ichi Torimono Hikae von Noboru Sakanashi.

## Weitere Verfilmungen
1981 und 1982 wurde von Fuji TV eine vierteilige Dorama-Serie zum Manga gezeigt. 2010 wurde ein Fernsehfilm ausgestrahlt, der unter der Regie von Nozomu Amemiya und nach einem Drehbuch von Toshio Terada entstand.